# Tischlerei

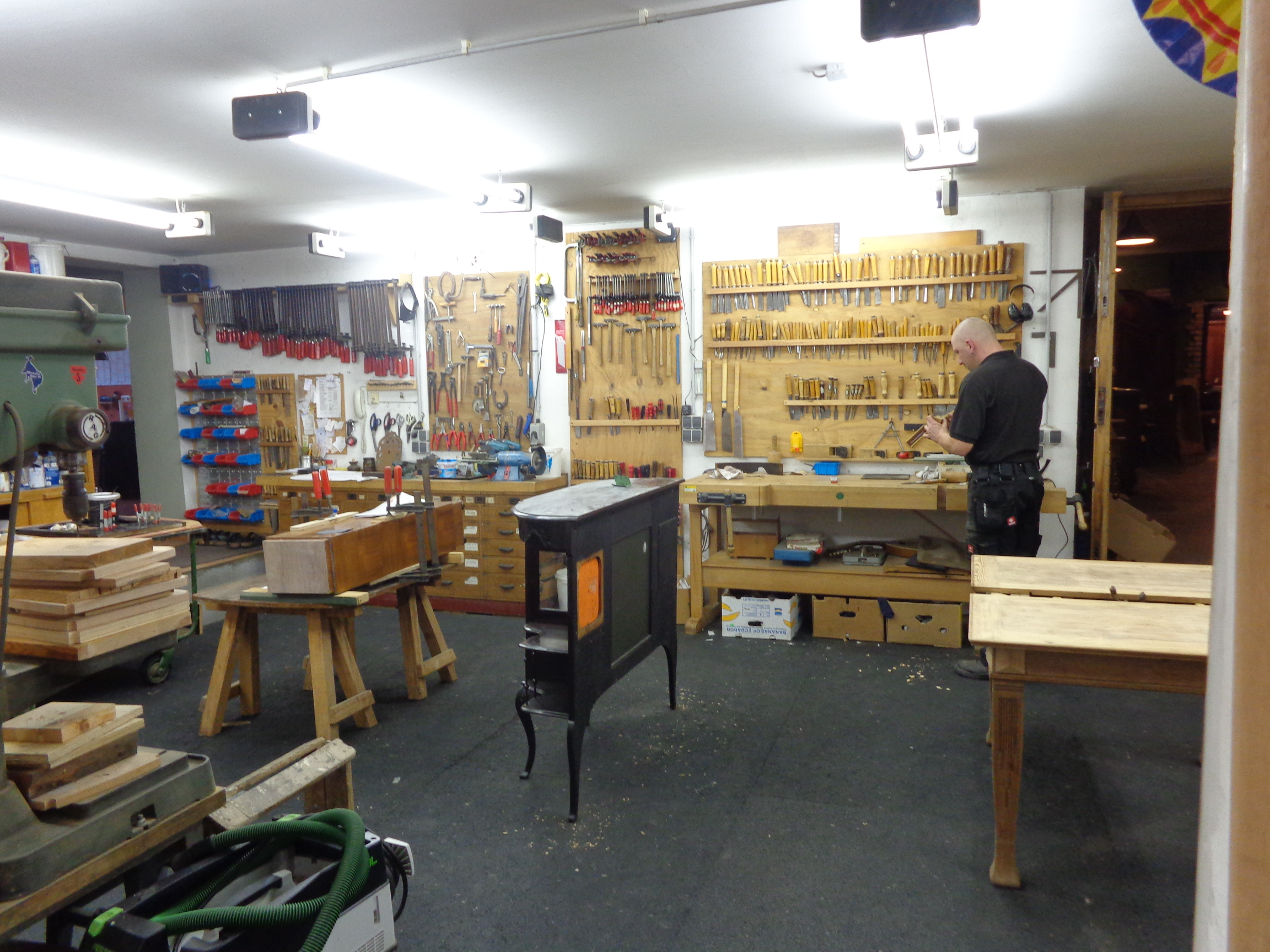
Tischlerwerkstatt

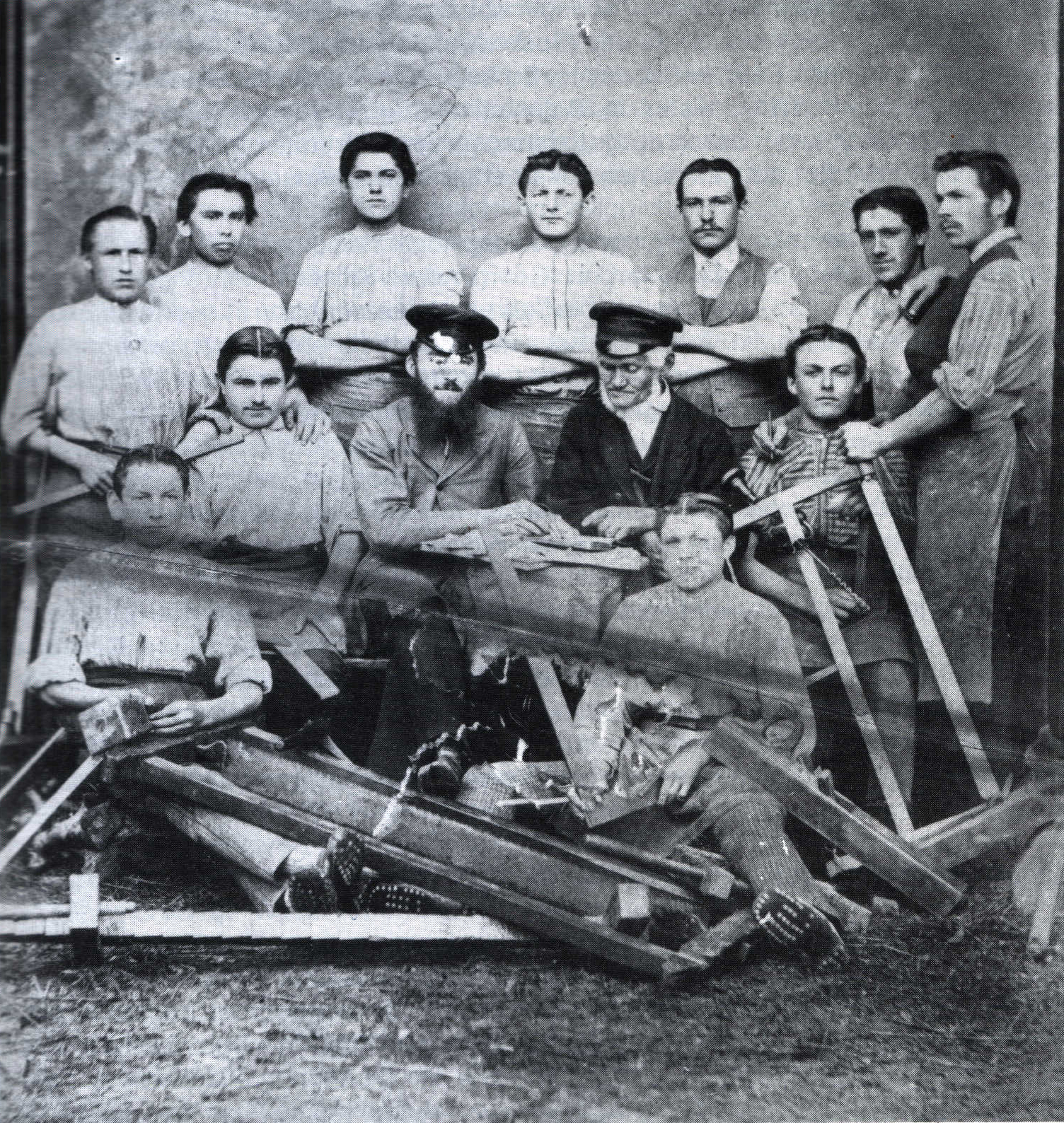
Tischler mit Gesellen (1882)

Die Tischlerei oder Schreinerei (süddeutsch, westdeutsch) ist die Werkstatt der Tischler beziehungsweise Schreiner zur Herstellung und Bearbeitung von Möbeln, Inneneinrichtungen, Treppen, Türen, Fenstern, Verkleidungen, und anderen Bauelementen sowie weiterer meist individueller Arbeiten.
Hauptsächlich zur Verarbeitung kommende Werkstoffe sind Holzwerkstoffe und Vollholz in ihren verschiedenen Ausprägungen (Plattenwerkstoffe wie Span-, MDF- oder Tischlerplatte, Schnittholz, Furnier usw.) sowie Kunststoffe und Aluminium.

## Betriebsanlage
Die Betriebsanlage einer Tischlerei umfasst Gebäude und fast immer Außenanlagen.
In der Außenanlage befindet sich oft Lagerplatz für das Aufstapeln und Trocknen des Schnittholzes, Parkplätze für die Firmen- und Kundenfahrzeuge, Zufahrtswege für Lieferanten und Abstellflächen für Wertstoff- und Abfallsammlung.
Im Gebäude sind der Produktionsbereich, Lager für Holzwerkstoffe wie Platten und Furnier, Beschläge und Betriebsmittel sowie Verwaltungsräume, Sozialräume und die betriebstechnischen Anlagen untergebracht. Dabei gliedern sich die Werkräume grob in drei Bereiche: Maschinenraum, Bankraum und Oberflächenbehandlungsraum.

### Maschinenraum
Hier befinden sich die stationären Maschinen mit funktionsbezogenen Arbeitsplätzen. Die verrichteten Arbeiten sind unter anderem:
- Massiv- bzw. Schnittholz auftrennen
- Platten aufteilen
- Massivholz abrichten und dickenhobeln
- Kanten an Schmalseiten von Platten anfahren
- Flächen und Kanten furnieren
- Zuschneiden der Werkstücke auf Maß
- Fräsen von Formteilen, Verbindungen und Profilen
- Bohren von Lochreihen und Aufnahmen für Beschläge
- Flächen, Kanten und Formen Schleifen

### Bankraum
Hier wird mit Handwerkzeugen und Handmaschinen die eigentliche Handarbeit getan. Die Arbeitsplätze sind meistens personenbezogen und mit eigenen Werkzeugsätzen der Mitarbeiter eingerichtet.
- Anreißen
- Vorbereitende Arbeiten
- Schablonen und Vorrichtungen bauen
- Beschläge montieren
- Zusammenbau und Endmontage

### Oberflächenbehandlungsraum
Sowohl in größeren als auch in kleinen Tischlereien gibt es einen Raum mit Lacknebel–Absauganlage, in dem die Oberflächenbehandlung vorgenommen wird und anschließend die behandelten Werkstücke getrocknet werden.
- Beizen, Patinieren
- Lacke anrühren
- Grundieren
- Lackieren
- Zwischenschliff
- Ölen, Wachsen

## Werkzeuge und Maschinen
Die Liste umfasst die Vielzahl der in einer Tischlerei gebrauchten Werkzeuge und Maschinen gegliedert nach Werkzeugart und Arbeitsvorgang
| Tischlerwerkzeuge und -maschinen | Tischlerwerkzeuge und -maschinen | Tischlerwerkzeuge und -maschinen                        | Tischlerwerkzeuge und -maschinen |
| Bearbeitung                      | Handwerkzeug | Handmaschinen                                           | Maschinen |
| -------------------------------- | --- | ------------------------------------------------------- | --- |
| Messen Anreißen                  | - Strecken - Meterstab - Bandmaß - Messschieber - Einstell-Messgerät - Winkel - Winkel - Gehrmaß - Schmiege - Neigung - Wasserwaage - Schlauchwaage - Anreißen - Bleistift - Reißnadel - Spitzbohrer - Streichmaß - Zirkel - Stechzirkel - Stangenzirkel | - Laser–Messgerät - Rotationslaser                      | |
| Sägen                            | - Klobsäge - Strecksägen - Gestellsäge - Schittersäge - Spannsäge - Schlitzsäge - Absetzsäge - Schweifsäge - Gehrungssäge - Bügelsäge - Bügelsäge - Puksäge - Heftsägen - Feinsäge - Fuchsschwanz - Furniersäge - Gratsäge - Japansäge - Rückensäge - Stichsäge - Trummsäge | - Handkreissäge - Stichsäge - Kappsäge - Kettensäge     | - Tischkappsäge - Bandsäge - Tischkreissäge - Besäumkreissäge - Formatkreissäge - Doppelabkürzsäge - Plattensäge - Furnierfügemaschine        |
| Hobeln                           | - Ebene Flächen - Schrupphobel - Schlichthobel - Doppelhobel - Raubank - Putzhobel - Reformputzhobel - Ziehklinge - Schräge Flächen - Schiffhobel - Schweifhobel - Konstruktive Formen - Simshobel - einfacher Simshobel - Doppelsimshobel - Ecksimshobel - Falzhobel - Grathobel - Grundhobel - Nuthobel - Sonderfälle - Hirnholzhobel - Kernkastenhobel - Profilhobel - Zahnhobel - Ziehklingenhobel | - Elektrohobel - Bündighobel                            | - Hobelmaschine - Abrichthobelmaschine - Dickenhobelmaschine - Vierseiter                                                                     |
| Stemmen Fräsen                   | - Stechbeitel - Lochbeitel - Hohlbeitel - Klüpfel - Feile - Raspel | - Oberfräse - Kantenfräse - Nut–/Lamellenformfräse      | - Kettenfräse - Tischfräse - CNC-Maschine |
| Bohren                           | - Bohrer - Spiralbohrer - Holzbohrer - Schlangenbohrer - Zentrumbohrer - Forstnerbohrer - Kunstbohrer - Scheibenschneider - Kegelsenker - Aufnahmen - Handbohrmaschine - Bohrwinde - Drillbohrer | - Bohrmaschine - Bohrhammer                             | - Ständerbohrmaschine - Astlochbohrmaschine - Dübelbohrmaschine - Reihenlochbohrmaschine - Langlochbohrmaschine                               |
| Spannen Leimen                   | - Zwinge - Schraubzwinge - Kantenzwinge - Schraubknecht - Korpuszwinge - Klemmzwinge - Leimklammer - Gehrungsklammer - Türspanner - Leimflasche - Leimbesteck - Leimpinsel - Leimspender - Leimroller | - Heißklebepistole                                      | - Kantenpresse - Rahmenpresse - Korpuspresse - Kantenanleimmaschine - Furnierzusammensetzmasschine - Heizplattenpresse - Leimauftragsmaschine |
| Schrauben Nageln                 | - Hammer - Schreinerhammer - Fäustel - Versenker - Zange - Kneifzange - Kombizange - Schraubenzieher - Drillschrauber - Bit | - Schrauber - Akkuschrauber - Winkelschrauber - Nagler  | |
| Schleifen                        | - Schleifklotz | - Schwingschleifer - Rotationsschleifer - Bandschleifer | - Kantenschleifmaschine - Langbandschleifmaschine - Breitbandschleifmaschine                                                                  |
| Beschichten                      | - Kittmesser - Pinsel - Schwamm - Spachtel - Bürste | - Spritzpistole                                         | - Trockenwagen |